# Saint-Saturnin-du-Limet
Saint-Saturnin-du-Limet település Franciaországban, Mayenne megyében. Lakosainak száma 518 fő (2022. január 1.). Saint-Saturnin-du-Limet Congrier, Renazé, Saint-Aignan-sur-Roë, Saint-Martin-du-Limet és La Selle-Craonnaise községekkel határos.

## Népesség
A település népessége az elmúlt években az alábbi módon változott:
| Lakosok száma | 566  | 534  | 558  | 518  | 509  | 510  | 508  | 515  | 519  | 518  |
|               | 1968 | 1982 | 1990 | 2006 | 2013 | 2015 | 2017 | 2019 | 2020 | 2022 |